# مارسل آرلان
مارسل آرلان (به فرانسوی: Marcel Arland) رمان‌نویس، مقاله‌نویس و منتقد ادبی قرن نوزدهم میلادی اهل فرانسه بود.